# Medina barbata
Medina barbata är en tvåvingeart som först beskrevs av Daniel William Coquillett 1895.  Medina barbata ingår i släktet Medina och familjen parasitflugor. Inga underarter finns listade i Catalogue of Life.